# Holly Gibbs
Holly Uma Gibbs (* 25. August 1997 in London) ist eine britische Schauspielerin.

## Leben und Karriere
Gibbs wurde als Tochter der Schauspielerin Claire Toeman in London geboren. Sie trat für die BBC in der Sendung Teensville über die jüdische Bar-Mitzwa-Feier auf. Anschließend studierte sie in London Kunst.
Ihr Debüt gab sie 2005 in dem Film Eine zauberhafte Nanny. Im selben Jahr war sie in The Story of Tracy Beaker zu sehen. 2007 wurde sie für die Mini-Serie Talk to Me gecastet. Außerdem bekam Gibbs 2011 eine Rolle in Love’s Kitchen – Ein Dessert zum Verlieben. 2016 setzte sie ihre Karriere in Mob Handed fort.

## Filmografie
- 2005: Eine zauberhafte Nanny
- 2005: The Story of Tracy Beaker
- 2007: Secret Life
- 2007: Talk to Me (Mini-Serie)
- 2010: When the Rain Comes (Kurzfilm)
- 2011: Love’s Kitchen – Ein Dessert zum Verlieben
- 2016: Mob Handed